# Manuel Goulart de Medeiros
Manuel Goulart de Medeiros ComA (Horta, Matriz, 24 de Março de 1861 — Lisboa, 18 de Fevereiro de 1947) foi um militar, oficial do Exército Português, político e maçon que, entre outras funções de destaque, foi deputado, senador e Ministro da Instrução Pública durante a Primeira República Portuguesa.

## Biografia
Filho de Manuel Francisco Venâncio de Medeiros, bacharel formado em Medicina e líder distrital do Partido Progressista, e de sua mulher Maria Alexandrina Goulart de Medeiros, descendente de famílias das ilhas do Faial e Pico, Açores. Foi irmão de Alberto Goulart de Medeiros e Augusto Goulart de Medeiros.
Matriculando-se na Escola Politécnica de Lisboa, manifestou logo uma viva inteligência. Não obstante ser filho do chefe do Partido Progressista na Horta, patenteou, desde as bancadas da escola, ideias republicanas, que manteve inalteráveis até à morte.
Assentou praça no Exército Português, como voluntário no Batalhão de Caçadores n.º 8, em 30 de Outubro de 1880 e passou a alferes-aluno a 10 de Novembro daquele ano, iniciando naquela data a frequência do curso de Artilharia da Escola do Exército. Três anos depois, em 10 de Janeiro de 1883, foi promovido a oficial com o posto de alferes, sendo promovido nesse mesmo ano ao posto de tenente (segundo-tenente à época). Prestou serviço inicialmente na Companhia n.º 2 do Regimento de Artilharia de Guarnição de Lisboa, sendo depois sucessivamente transferido para o Regimento de Artilharia n.º 3 e para o Regimento de Artilharia n.º 4.
Republicano desde estudante, ainda no tempo da Monarquia Constitucional, tomou parte notável na Comissão Promotora aquando da Comemoração do Centenário da Morte do Marquês de Pombal, em 1882. Desde cedo, interessou-se pelos assuntos do ensino e da instrução popular, tendo fundado a Sociedade Promotora da Instrução.
Em 28 de Janeiro de 1885 foi promovido a primeiro-tenente e colocado no Regimento de Artilharia de Guarnição, sendo aí a 30 de Julho de 1892 promovido a capitão. Foi transferido novamente para o Regimento de Artilharia n.º 4 em 1907. Foi promovido a major em 17 de Junho de 1909 e transferido, a 3 de Dezembro daquele ano, para o Estado-Maior de Artilharia e nomeado inspector do Serviço de Artilharia do Comando Militar da Madeira.
Após a implantação da República Portuguesa foi promovido a tenente-coronel em 28 de Setembro de 1911 e destacado, em 26 de Dezembro daquele ano, para funções civis no Ministério do Fomento. Tinha entretanto sido eleito deputado à Assembleia Constituinte de 1911 pelo círculo eleitoral da Horta. Fez parte, depois, também do Senado, de 1911 a 1915, do qual foi Vice-Presidente e Presidente. Próximo de Brito Camacho, aderiu e foi militante destacado do Partido Unionista e figura de primeiro plano da União Republicana.
Quando o general Joaquim Pimenta de Castro formou Governo, exerceu as funções de Ministro da Instrução Pública, pasta que sobraçou entre 28 de Janeiro e 14 de Maio de 1915, demitindo-se, nessa altura, de membro do Conselho de Administração da Companhia dos Caminhos de Ferro Portugueses, da qual foi, também, administrador, por parte do Governo.
Passou à reserva no posto de coronel de Artilharia, por incapacidade devida a doença, em 1 de Março de 1919, e à reforma a 13 de Abril de 1934. Grande parte da sua carreira militar, fê-la nos Açores, onde também promoveu o desenvolvimento da instrução pública.
Membro da Maçonaria, foi iniciado a 1 de Julho de 1911 na Loja Livre Exame, de Lisboa, afecta ao Grande Oriente Lusitano Unido, com o nome simbólico de Gomes Freire, tendo atingido o grau 5.º em 6 de Janeiro de 1914. Representou a Loja Amor da Pátria, da cidade da Horta, na Grande Loja em 1912. Desempenhou cargos de relevo no Grande Oriente Lusitano, e alcançou, nomeadamente, o cargo de 17.º Presidente Interino do Conselho da Ordem do Grande Oriente Lusitano, em 1913.
Numa proposta de sua autoria, num projecto de sua autoria para as bases da Constituição Portuguesa de 1911, defendeu os seguintes direitos dos cidadãos:
"Todo o cidadão português, sem distinção de cor, raça e sexo, tem os seguintes direitos fundamentais, que não podem ser restritos por lei alguma, a não ser o que nesta Constituição claramente se estabelece:
1º - Completa liberdade de consciência;
2º - Liberdade de manifestar o pensamento pela palavra, escrito ou qualquer outro meio;
3º - Liberdade de reunião com outros cidadãos, sem aviso prévio à autoridade.
(…)
6º - Ter o seu domicílio inviolável, exceto a despacho judicial, mas com prévio conhecimento do cidadão."
Fez parte, também, da Comissão encarregada de estudar a reorganização do Exército.
Foi feito Comendador da Ordem Militar de Avis a 15 de Fevereiro de 1919.